# Zygmunt Raczkowski
Zygmunt Jerzy Raczkowski (ur. 7 października 1925 w Zaborowie, zm. 25 lipca 2002) – polski robotnik, poseł na Sejm PRL VI i VII kadencji.

## Życiorys
Uzyskał wykształcenie podstawowe. Początkowo pracował w Elektrowni w Gdańsku, a następnie w Nadmorskich Zakładach Przemysłu Drzewnego i (odbywszy służbę wojskową) w Spółdzielni Budowlanej w Oliwie, a także przez krótki okres w Polskich Liniach Oceanicznych, zaś od marca 1958 w Gdańskim Przedsiębiorstwie Budowlanym (gdzie w 1963 został przewodniczącym Rady Zakładowej). Do Polskiej Zjednoczonej Partii Robotniczej wstąpił w 1965. W latach 1966–1968 był zatrudniony na budowie w Libii, a następnie ponownie w Gdańskim Przedsiębiorstwie Budowlanym. W 1972 został przewodniczącym Zarządu Okręgu Związku Zawodowego Pracowników Przemysłu Budowlanego w Gdańsku. Po reorganizacji instancji związkowych objął stanowisko kierownika gdańskiego Oddziału Zarządu Głównego Związku Budowlanych. W 1974 objął mandat posła na Sejm PRL po zmarłym Jerzym Starościaku ze Zjednoczonego Stronnictwa Ludowego, a w 1976 ponownie uzyskał mandat (w obu kadencjach reprezentował okręg Gdańsk). W trakcie VI kadencji zasiadał w Komisji Budownictwa i Gospodarki Komunalnej, a w trakcie VII był zastępcą przewodniczącego Komisji Budownictwa i Przemysłu Materiałów Budowlanych.
Pochowany na cmentarzu Oliwskim (kwatera 28-B-8).

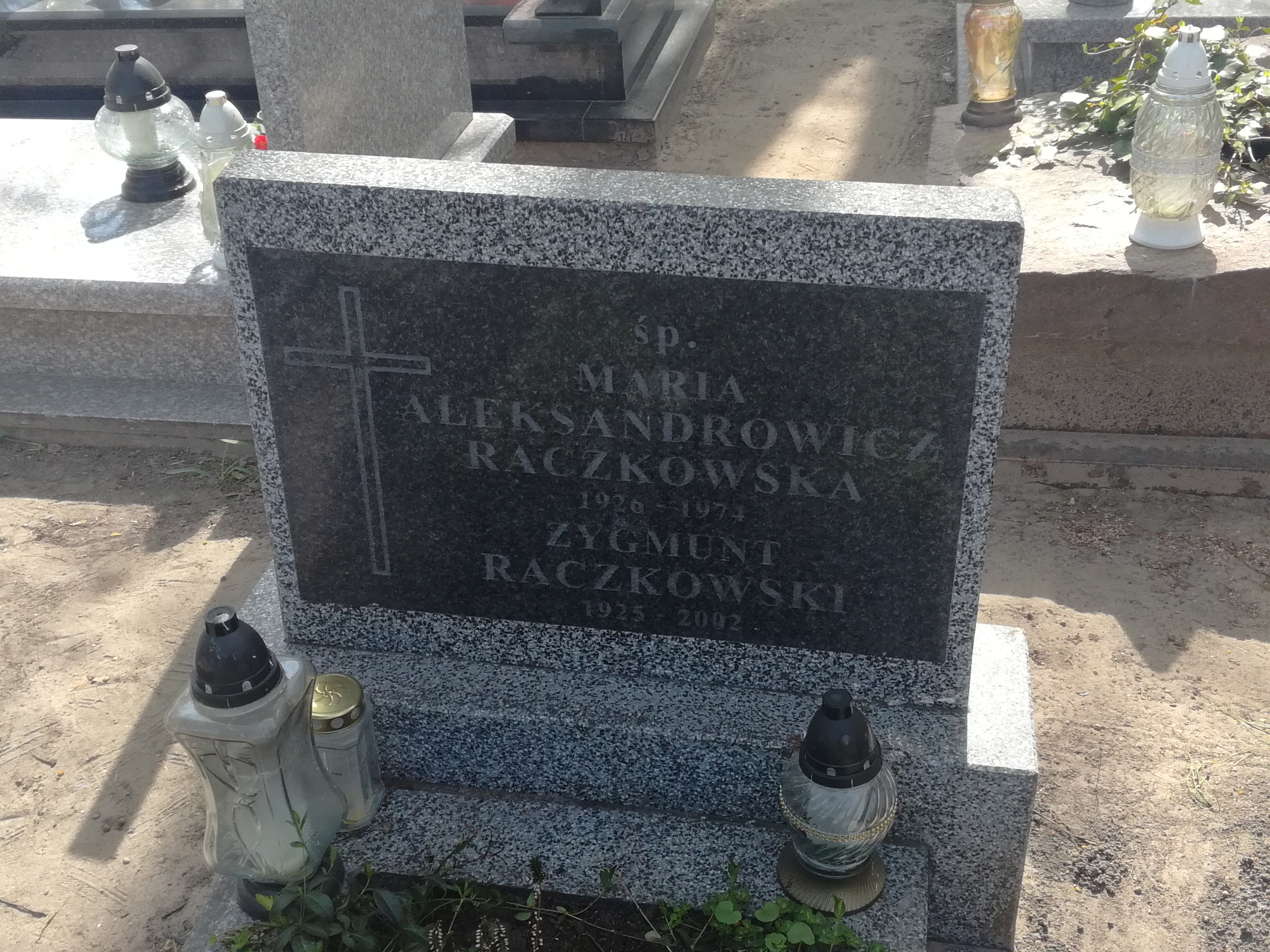
Grób Zygmunta Raczkowskiego na cmentarzu Oliwskim

## Odznaczenia
- Złoty Krzyż Zasługi
- Srebrny Krzyż Zasługi
- Medal 10-lecia Polski Ludowej (1954)